# بیدار شو (ترانه ومپس)
«بیدار شو» تک‌آهنگی از گروه موسیقی موسیقی پاپ ومپس است که در سال ۲۰۱۵ میلادی منتشر شد.
این تک‌آهنگ در چارت‌های اسکاتلند جزو ده ترانه اول قرار گرفت.